# Mezcla de especias

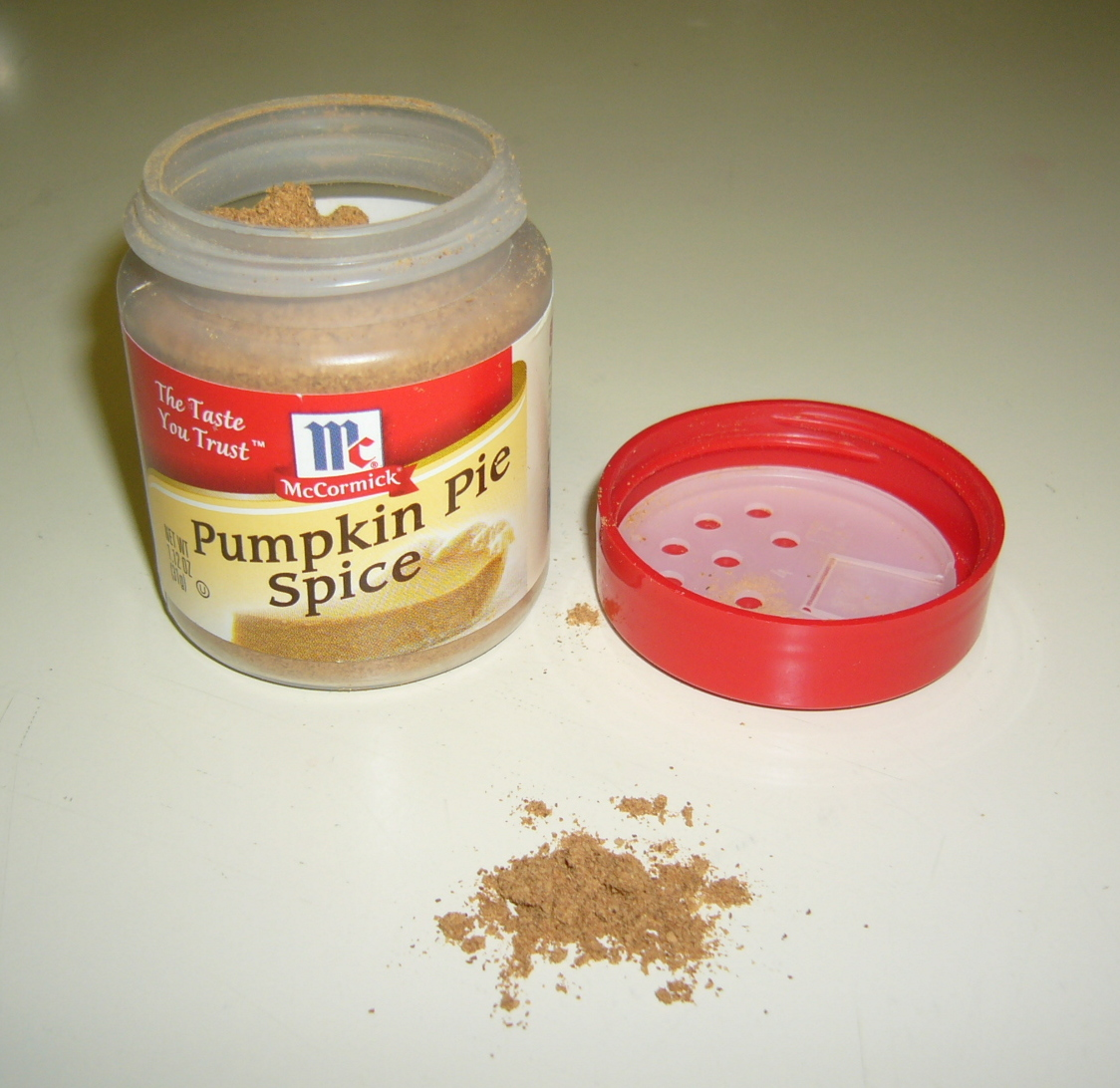
Un tarro de especia de pastel de calabaza.

Las mezclas de especias son combinaciones de especias y hierbas, que se preparan de antemano para ser empleadas en recetas que las emplean. Mezclas como el chile en polvo, el curry en polvo, las hierbas provenzales, la sal de ajo y la sal de cebolla se venden tradicionalmente ya preparadas en ultramarinos, aunque pueden prepararse en casa.

## Mezclas comunes
- Adobo criollo, condimento uruguayo
- Aliño completo, una mezcla chilena
- Baharat, usada en todo el Levante mediterráneo
- Berbere, una mezcla etíope
- Chile en polvo
- Condimento para taco
- Curry en polvo
- Especia de pastel de calabaza, una mezcla estadounidense de canela, clavo, nuez moscada y pimienta de Jamaica
- Especia para tarta de manzana, normalmente canela, nuez moscada y pimienta de Jamaica
- Finas hierbas
- Garam masala, mezcla salada del sur de Asia
- Goda masala, mezcla dulce del sur de Asia
- Hawaij, mezcla molida yemení usada principalmente para sopas y café
- Hierbas provenzales, una mezcla de tomillo, romero, albahaca, hoja de laurel y a veces lavanda
- Kaala masala, mezcla negra del sur de Asia
- Khmeli suneli, una mezcla de Georgia y de la región del Cáucaso
- Mixed spice o pudding spice, una mezcla británica de canela, nuez moscada, pimienta de Jamaica y otras especias
- Panch phoron, mezcla de cinco especias bengalí: fenogreco, niguela, hinojo, comino y mostaza o radhuni
- Pimienta con limón
- Polvo de cinco especias chino, una mezcla de cassia, anís estrellado, clavo y otras dos especias
- Quatre épices, una mezcla francesa de pimienta molida, clavo, nuez moscada y jengibre
- Ras el hanout, una mezcla marroquí que incluye canela y comino entre otras especias
- Sal condimentada
- Sal de ajo
- Tandoori masala, mezcla de especias del sur de Asia para carnes cocinadas en tandoor
- Zaatar, tanto una hierba individual como una mezcla de la misma con semillas de sésamo y a veces sumac